# Bematistes paragea
Bematistes paragea är en fjärilsart som beskrevs av Grose-smith 1900. Bematistes paragea ingår i släktet Bematistes och familjen praktfjärilar. Inga underarter finns listade i Catalogue of Life.